# Melosaurus
Melosaurus is een geslacht van uitgestorven temnospondyle Batrachomorpha (basale 'amfibieën'), aanwezig in Rusland tijdens het Laat-Perm (ongeveer 245 miljoen jaar geleden).

## Naamgeving
De typesoort Melosaurus uralensis werd in 1857 benoemd door Hermann von Meyer. De geslachtsnaam betekent 'membraansauriër'. De soortaanduiding verwijst naar de herkomst uit de Oeral. Het holotype is  MB.Am. 334, een schedel met onderkaken.
Andere soorten zijn Melosaurus kamaensis Gubin 1991, gebaseerd op specimen PIN 683/1, Melosaurus plathyrhinus Golubev 1995, de 'platneus' gebaseerd op specimen PIN No. 161/1 en Melosaurus compilatus Golubev 1995, de 'samengestelde', gebaseerd op specimen PIN No. 4276/60. Melosurus paucidens Konzhukova 1955 werd het aparte geslacht Tryphosuchus. De soort Melosaurus vetustus werd later het geslacht Konzhukovia.

## Beschrijving
Melosaurus is ongeveer drie meter lang en leek veel op een gigantische salamander. Het massieve en langwerpige lichaam was omgeven door vier korte en slecht verbeende poten, terwijl de staart lang was en zijdelings samengedrukt. De schedel was langwerpig en plat, bijna driehoekig van vorm; de snuit eindigde in een ronde en brede expansie. De ogen waren in het bovenste deel van de schedel geplaatst en naar boven gericht. Het gebit bestond uit talrijke scherpe tanden, die in het voorste deel van de kaken in echte hoektanden veranderden.

## Taxonomie
Melosaurus wordt beschouwd als een van de laatste en grootste archegosauriden, een groep aquatische amfibieën die kenmerkend was voor het Carboon en het Perm. Soms opgenomen in de familie van de archegosauriden, wordt dit dier meestal als een aparte vorm beschouwd, ingedeeld in de eigen familie Melosauridae.

## Paleoecologie
De kenmerken van Melosaurus zijn typerend voor een strikt aquatisch dier; met name het langgerekte lichaam en de zwakke en slecht verbeende benen waren nagenoeg onbruikbaar op het land. De krachtige afgeplatte staart was uitermate geschikt voor de beweging door het water; waarschijnlijk zat Melosaurus op de bodem, wachtend op een passerende prooi. De ogen op de achterkant van de schedel waren in die zin perfect om het dier een weids uitzicht te geven. Melosaurus was tweehonderdvijftig tot driehonderd centimeter lang. Hij leefde rond meren, rivieren en moerassen. De voeding van Melosaurus bestond uit vissen en kleinere tetrapoden. Melosaurus was een krachtige carnivoor. Hij jaagde zeer waarschijnlijk op Discosauriscus (een aquatische batrachosauriër).

## Fossielen
Fossielen ervan zijn gevonden in Rusland. Fossiele overblijfselen van Melosaurus uralensis werden ontdekt in Belebei in Rusland. De fossielen dateren van het Asselien/Olenekien (299-245 miljoen jaar geleden). Fossielen van Melosaurus sp. werden ook ter plaatse opgegraven. Fossielen van Melosaurus uralensis werden gevonden in de Sterlitamak-vindplaats in Bashkortostan in Rusland. De spreiding van de lagen wordt vermeld als Wordien (268-265,8 miljoen jaar geleden).